# 戸籍システム
戸籍システム（こせきシステム）または戸籍情報システム（こせきじょうほうシステム）とは、日本の地方自治体が導入している戸籍の管理を行う情報システムである。

## 概説
戸籍は個人情報保護の観点から、長らく電算化は認められていなかったが、1994年（平成6年）の戸籍法の改正により、戸籍を磁気ディスク（これに準ずる方法により一定の事項を確実に記録することができる物を含む。）に記録することが認められるようになった。以降、全国の自治体で電算化が進められるようになった。
戸籍システムは、自治体が利用している他のシステムとは異なり、法務省により標準規格が定められており、システム導入にあっては許可（戸籍法上は市町村長の申出に基づく、告示による法務大臣の指定）が必要である。
紙情報から新たにデータベースを構築する必要があるため、相当の準備期間を要する。特に大規模市町村であればあるほど、データ化するための準備期間をかなり要し、費用も多額にのぼることから、導入に二の足を踏んでいる自治体もあったものの、1995年（平成7年）3月13日に東京都豊島区及び東京都台東区が実施したのを皮切りに、電算化は順次進行し、政令指定都市のなかで一番実施の遅れていた京都市も2015年から2016年にかけて（行政区単位で実施のため一斉ではない）実施し、2018年5月現在での未電算化庁は、1896市区町村のうち4団体（東京都御蔵島村、新潟県加茂市、京都府相楽郡笠置町、北海道夕張市）となっていた。

さらにこの4市町村のうち、京都府相楽郡笠置町は2019年1月21日に電算化を実施し、北海道夕張市は、2019年7月29日に電算化を実施する。また、新潟県加茂市は、2019年予算において戸籍電算化事業費1544万9千円を計上している。なおこれは「戸籍総合電算化計画を推進する（10年計画）」となっていたが、2019年9月22日から実施となった。 最後に残った御蔵島村も「（電子化は）する方向だが、財政的な事情もあり時期はまだ決められない」としていたが、2020年（令和2年）9月28日に戸籍の電算化を行い、これにより国内全ての自治体で戸籍の電算化が完了した。